# Coupe de la Ligue
Coupe de la Ligue (franskt uttal: [kup də la liɡ]) (svenska: Franska ligacupen) är en årlig återkommande cupturnering i fotboll som grundades 1994. Till skillnad från Coupe de France är Coupe de la Ligue endast öppen för professionella klubblag i Frankrike som spelar i någon av de tre högsta divisionerna i Frankrike; Ligue 1, Ligue 2 eller Championnat National.
Vinnaren av cupen kvalificerar sig till UEFA Europa League.
TV12 innehar rättigheterna att sända cupen i Sverige och France 2, France 3 och France 4 innehar rättigheterna att sända cupen i Frankrike.

## Finaler
Finalen i Coupe de la Ligue spelas på neutral plan och har sedan 1998 spelats på Stade de France i Paris.
| Säsong    | Vinnare             | Resultat                  | Tvåa                | Arena                     | Åskådare |
| --------- | ------------------- | ------------------------- | ------------------- | ------------------------- | -------- |
| 1994/1995 | Paris Saint-Germain | 2–0                       | Bastia              | Parc des Princes          | 24 663   |
| 1995/1996 | Metz                | 0–0 5–4 efter straffar    | Lyon                | Parc des Princes          | 45 368   |
| 1996/1997 | Strasbourg          | 0–0 6-5 efter straffar    | Bordeaux            | Parc des Princes          | 39 878   |
| 1997/1998 | Paris Saint-Germain | 2–2 4-2 efter straffar    | Bordeaux            | Stade de France           | 77 700   |
| 1998/1999 | Lens                | 1–0                       | Metz                | Stade de France           | 78 180   |
| 1999/2000 | Gueugnon            | 2–0                       | Paris Saint-Germain | Stade de France           | 75 400   |
| 2000/2001 | Lyon                | 1–1 2–1 efter förlängning | AS Monaco           | Stade de France           | 78 000   |
| 2001/2002 | Bordeaux            | 3–0                       | Lorient             | Stade de France           | 75 923   |
| 2002/2003 | AS Monaco           | 4–1                       | Sochaux             | Stade de France           | 75 379   |
| 2003/2004 | Sochaux             | 1–1 5-4 efter straffar    | Nantes              | Stade de France           | 78 409   |
| 2004/2005 | Strasbourg          | 2–1                       | Caen                | Stade de France           | 78 732   |
| 2005/2006 | Nancy               | 2–1                       | Nice                | Stade de France           | 76 830   |
| 2006/2007 | Bordeaux            | 1–0                       | Lyon                | Stade de France           | 79 072   |
| 2007/2008 | Paris Saint-Germain | 2–1                       | Lens                | Stade de France           | 78 741   |
| 2008/2009 | Bordeaux            | 4–0                       | Vannes              | Stade de France           | 75 822   |
| 2009/2010 | Marseille           | 3–1                       | Bordeaux            | Stade de France           | 72 749   |
| 2010/2011 | Marseille           | 1–0                       | Montpellier         | Stade de France           | 78 511   |
| 2011/2012 | Marseille           | 0–0 1–0 efter förlängning | Lyon                | Stade de France           | 78 877   |
| 2012/2013 | Saint-Étienne       | 1–0                       | Rennes              | Stade de France           | 79 087   |
| 2013/2014 | Paris Saint-Germain | 2–1                       | Lyon                | Stade de France           | 78 489   |
| 2014/2015 | Paris Saint-Germain | 4–0                       | Bastia              | Stade de France           | 72 000   |
| 2015/2016 | Paris Saint-Germain | 2–1                       | Lille               | Stade de France           | 68 640   |
| 2016/2017 | Paris Saint-Germain | 4–1                       | AS Monaco           | Parc Olympique Lyonnais   | 57 841   |
| 2017/2018 | Paris Saint-Germain | 3–0                       | AS Monaco           | Nouveau Stade de Bordeaux | 41 248   |
| 2018/2019 | Strasbourg          | 0–0 4–1 efter straffar    | Guingamp            | Stade Pierre-Mauroy       | 49 161   |
| 2019/2020 | Paris Saint-Germain | 0–0 6–5 efter straffar    | Lyon                | Stade de France           | 3 500    |

## Statistik
- Flest titlar: 9, Paris Saint-Germain.
- Flest spelade finaler: 10, Paris Saint-Germain.[4]
- Flest mål genom tiderna: Pauleta, 15 mål.[5]
- Flest mål under en säsong: Stéphane Guivarc'h, 7 mål, 1997/1998.[6]